# أولاد بالغ (سيدي العابد)
أولاد بالغ هو دُوَّار يقع بجماعة سيدي العابد، إقليم تاونات، جهة فاس مكناس في المملكة المغربية. ينتمي الدوّار لمشيخة سيدي العابد التي تضم 12 دوار. يقدر عدد سكانه بـ 294 نسمة حسب الإحصاء الرسمي للسكان والسكنى لسنة 2004.

## روابط خارجية
- البوابة الوطنية للجماعات الترابية
- المندوبية السامية للتخطيط